# Émile De Clerck
Émile De Clerck est le sixième président du Club Bruges KV, un club de football belge, qu'il dirige de 1937 à 1959.

## Présidence du Football Club Brugeois
Émile De Clerck, fondateur et directeur des ferblanteries du même nom, s'affilie au Football Club Brugeois en 1919, où il occupe le poste de trésorier. En 1927, il devient deuxième vice-président, et premier vice-président en 1932. Le 8 octobre 1937, il accepte la présidence de l'association. Son premier acte en tant que président est d'imposer le néerlandais à la place du français comme langue véhiculaire des organes du Club.
Malgré une descente en Division 2 en 1939 et les ravages de la Seconde Guerre mondiale, Émile De Clerck parvient à renforcer les structures du Club Brugeois. Les résultats mitigés (11 saisons en D2 sur les 14 qui suivirent le conflit mondial), n'empêchent pas le Club de se développer, et il inaugure, au début des années 1950, un centre de formation pour jeunes footballeurs, avec pour objectif d'alimenter l'équipe première avec les meilleurs jeunes de la région. Émile De Clerck instaure également les fondements d'un club professionnel, notamment dans l'encadrement technique et la préparation des joueurs, aidé en cela par le entraîneur roumain, Norberto Höfling. Ce dernier parvient à ramener le club parmi l'élite nationale en 1959. Deux mois plus tard, le 14 juillet 1959, Émile De Clerck démissionne de son poste de président et obtient le titre de « Président d'Honneur », laissant sa place à son fils, André.

## Sources
- Site officiel du Club Bruges KV